# Saki Aida
Saki Aida (英田サキ?, Aida Saki; Tokyo, 3 gennaio 1990 – Tokyo, 30 agosto 2024) è stata una sceneggiatrice giapponese.
Fu autrice di opere josei, romanzi e manga, dalle tematiche  yaoi e shōnen'ai.

## Opere
- S ( エス?, Esu) (2001)
- Deadlock  ( デッドロック?,  Deddorokku) (2006)
- Yoru ni Yurusareru    (夜に赦される?) (2006)
- Takaga Koi Daro (たかが恋だろ?)   (2007)
- Aiso Tsukashi (愛想尽かし?) (2009)
- Kaze ga fuitara (風が吹いたら?) (2011)